# Dolomit
Dolomit je ime amorfne sedimentne karbonatne kamnine in kristaliničnega minerala. Oba sta sestavljena iz kalcijevega magnezijevega karbonata CaMg(CO3)2. Kemično čist dolomit vsebuje 30,41 % CaO, 21,86 % MgO in 47,73 % CO2.
Kamnina dolomit je sestavljena večinoma iz minerala dolomita. Dolomitni apnenec je kamnina, v kateri je apnenec delno zamenjan z dolomitom.
Dolomit je dobil ime po francoskem naravoslovcu in geologu Déodatu Gratetu de Dolomieu (1750–1801), po katerem se imenujejo tudi Dolomiti, del Alp v severni Italiji.

## Lastnosti
Mineral dolomit kristalizira v trigonalnem kristalnem sistemu. Kristali so bele, sive ali rožnate barve, običajno masivni, pogosto tudi ukrivljeni. Po fizikalnih lastnostih je podoben kalcitu, vendar se v razredčeni klorovodikovi kislini ne raztaplja tako burno kot kalcit. Dvojčičenje je pogosto. Z železom bogatim ankeritom tvori vrsto trdnih raztopin. Majhne količine železa dajejo kristalom rumen do rjav odtenek. Do 3 % kalcija in magnezija lahko zamenja mangan, ki v večjih koncentracijah obarva mineral rožnato. Dolomit tvori tudi vrsto zmesi s kalcijevim manganovim karbonatnim mineralom kutnohoritom. Magnezij je lahko delno zamenjan tudi s svincem ali cinkom.

## Nastanek
Dolomit je precej pogosta kamnina, ki se najpogosteje pojavlja v dolomitnih apnencih in dolomitih, pogosto skupaj s kalcitom. Velike mase sedimentnega dolomita so nastale iz apnencev pod vplivom magnezija iz morske vode med procesom diageneze. V dolomitnih kamninah kemičnega nastanka je pogosto skupaj z baritom in fluoritom. Pojavlja se tudi v nizko do srednjetemperaturnih hidrotermalnih žilah skupaj s kalcitom, sideritom in rodohrozitom in kontaktno metamorfnih kamninah (dolomitni marmorji).  V razpršenih hidrotermalnih rudiščih se pojavlja skupaj z galenitom, kalcitom in sadro.
Recentni dolomit je relativno redek. Laboratorijska sinteza stehiometričnega dolomita poteka samo pri temperaturah višjih od 100 °C v pogojih, ki so značilni za vkopane sedimentacijske bazene, kar je v nasprotju z geološkimi dokazi, ki kažejo, da je nastal pri nižjih temperaturah. Izgleda, da višja temperatura poveča hitrost gibanja kalcijevih in magnezijevih ionov, tako da lahko v razumnem času zasedejo svoja mesta v urejeni kristalni strukturi. Pomanjkanje recentnega dolomita je zato verjetno posledica predvsem kinetike, se pravi da je proces prepočasen, da bi ga lahko opazili.
Nastajanje recentnega dolomita so 1950. in 1960. letih odkrili v zelo slanih jezerih Coorong v južni Avstraliji. Dolomit nastaja tudi v globokomorskih sedimentih. Tako nastali dolomit vsebuje veliko organskih komponent in se imenuje organogeni dolomit. V anaerobnih pogojih nastaja v zelo nasičeni slani laguni Vermelha i Brejo ob obali Rio de Janeira v Braziliji.   

## Nahajališča
Dolomit je zelo razširjen mineral, ki skupaj z apnencem tvori obširna gorstva. Najlepši kristali dolomita so iz nahajališč Brosso in Traversella (Italija), Binnental (Švica), Freiberg (Nemčija), Cornwall (Združeno kraljestvo), Kutna Hora (Češka), Navarra (Španija), Joplin (Missouri), Mother Lode (Kalifornija), Quebeck (Kanada), Bahia (Brazilija), Guanajuanato (Mehika), Nagano (Japonska), Sibirija (Rusija) in Djelfa (Alžirija).
V Sloveniji je dolomit zelo razširjen prevsem kot kamnina, v manjših votlinah v luknjičavi kamnini pa se najdejo tudi lepi kristali, predvsem na Idrijskem, Mežici, v okolici Jesenic in Ljubljane.

## Uporaba
Dolomit se uporablja kot okrasni kamen, za pripravo betona in kot vir magnezijevega oksida in magnezija. Dolomitni sedimenti lahko vsebujejo nafto in kovine, na primer svinec, cink, zlato in baker. Dolomit se lahko uporablja tudi kot prašek za varjenje železa in jekla. Velike količine dolomita se porabijo tudi za proizvodnjo plavajočega ravnega stekla. V hortikulturi se uporablja kot sredstvo za zmanjševanje kislosti tal.
Dolomit kot prehranski dodatek je vir kalcija in magnezija. Nekateri dolomiti vsebujejo precejšnje količine težkih kovin, zato za uživanje niso primerni. Raziskave na univerzi v Alberti so pokazale, da se dolomit zaradi slabe topnosti v želodčni kislini izloči iz telesa še preden se absorbira sprejemljiva količina kalcija in magnezija, zato je njegova uporabnost vprašljiva.